# Zwijndrecht (Países Bajos)
Zwijndrecht es una localidad y un municipio de la Provincia de Holanda Meridional, al oeste de los Países Bajos.

## Localidades hermanadas
- Norderstedt, Alemania.
- Poprad, Eslovaquia.
- Zwijndrecht, Bélgica.